# 蒂埃里·加杜
蒂埃里·加杜（法語：Thierry Gadou，1969年1月13日—），出生于旧布科莱班，法国篮球运动员。他曾代表法国国家队参加2000年夏季奥运会男子篮球比赛，最终队伍获得银牌。